# Bärenfang
Bärenfang (ty. björnfälla) är en tysk spritdryck framställd på vodka och smaksatt med honung. I engelsktalande delar av världen kallas den vanligen Bärenjäger (ty. björnjägare).
Bärenfang har en alkoholhalt på 30-45%. I Tyskland framställs den ofta i hemmet, eftersom grundreceptet och många varianter på det är allmänt tillgängliga. De flesta hemgjorda typerna av Bärenfang är baserade på vodka, men vissa recept med högre alkoholhalt använder andra typer av sprit.
Drycken framställs alltid av honung från nektar, eftersom man vill undvika den bittra smak som kan uppstå om andra sorters honung används.